# Mistrzostwa Polski w Judo 2010
54. edycja Mistrzostw Polski w judo odbyła się w dniach 24–26 września 2010 roku w Koszalinie. 
Turniej odbył się w Hali Sportów Walki ZOS Gwardia przy ul. Fałata 34. Organizatorem zawodów był Klub Judo Samuraj. W imprezie startowało 247 zawodników i zawodniczek.
Przed 21 laty w mistrzostwach kraju w Koszalinie rywalizowali jedynie judocy, natomiast kobiety startowały w tym mieście po raz pierwszy.
Mistrzostwa Polski OPEN odbyły się w Gliwicach 12 czerwca 2010 (startowali mężczyźni w kategoriach do 75 kg i powyżej 75 kg).

## Medaliści 54. mistrzostw Polski

### kobiety
| Konkurencja | Złoto                                        | Srebro                                  | Brąz                                                                                  |
| 48 kg       | Katarzyna Pułkośnik (OKS Narew Łapy)         | Kinga Kubicka (Flota Gdynia)            | Ewa Konieczny (GKS Czarni Bytom) Joanna Stankiewicz (UKS „Judo-Rawa” Rawa Mazowiecka) |
| 52 kg       | Zuzanna Pawlikowska (KS AZS AWFiS Gdańsk)    | Monika Cabaj (KS AZS AWFiS Gdańsk)      | Marta Kubań (Gwardia Warszawa) Martyna Martynowicz (Gwardia Opole)                    |
| 57 kg       | Agata Perenc (Polonia Rybnik)                | Justyna Karpała (KJ AZS Opole)          | Małgorzata Bielak (KS Samuraj Koszalin) Izabela Mirus (TS Wisła Kraków)               |
| 63 kg       | Halima Mohamed-Seghir (SGKS Wybrzeże Gdańsk) | Barbara Mirus (TS Wisła Kraków)         | Anna Brysz (GKS Czarni Bytom) Paulina Węglarz (TS Wisła Kraków)                       |
| 70 kg       | Katarzyna Kłys (TK Wisła Kraków)             | Beata Rainczuk (GKS Czarni Bytom)       | Barbara Białas (GKS Czarni Bytom) Hanna Las (KS AZS AWFiS Gdańsk)                     |
| 78 kg       | Daria Pogorzelec (SGKS Wybrzeże Gdańsk)      | Katarzyna Wójtowicz (WKS Śląsk Wrocław) | Katarzyna Furmanek (KS AZS AWFiS Gdańsk) Agnieszka Podkówka (AZS AWF Wrocław)         |
| +78 kg      | Urszula Sadkowska (Gwardia Opole)            | Karolina Lampkowska (GKS Czarni Bytom)  | Monika Bank (Gwardia Opole) Joanna Jaworska (KS AZS AWFiS Gdańsk)                     |
| open        | Urszula Sadkowska (Gwardia Opole)            | Daria Pogorzelec (SGKS Wybrzeże Gdańsk) | Katarzyna Wójtowicz (WKS Śląsk Wrocław) Beata Rainczuk (GKS Czarni Bytom)             |

### mężczyźni
| Konkurencja | Złoto                                    | Srebro                                  | Brąz                                                                       |
| 60 kg       | Sebastian Janicki (WKS Śląsk Wrocław)    | Grzegorz Wieczorek (GKS Czarni Bytom)   | Łukasz Golus (GKS Czarni Bytom) Łukasz Kiełbasiński (UKJ Ryś Warszawa)     |
| 66 kg       | Tomasz Kowalski (KJ AZS Opole)           | Paweł Zagrodnik (GKS Czarni Bytom)      | Ignacy Rudawiec (AZS Gliwice) Grzegorz Lewiński (UKJ AON Warszawa)         |
| 73 kg       | Tomasz Adamiec (UKJ Ryś Warszawa)        | Piotr Kurkiewicz (UKJ Ryś Warszawa)     | Adam Brysz (GKS Czarni Bytom) Adam Czyż (UKJ Ryś Warszawa)                 |
| 75 kg       | Dirk Van Tichelt (Belgia)                | Aliaksei Ramanchuk (UKS 3 Piła)         | Aleksander Kowalski (AZS Gliwice) Michał Kubieniec (GKS Czarni Bytom)      |
| + 75 kg     | Janusz Wojnarowicz (GKS Czarni Bytom)    | Przemysław Jaroszewski (UKS Narew Łapy) | Łukasz Koleśnik (AZS AWF Wrocław) Piotr Deka (KS Gwardia Łódź)             |
| 81 kg       | Łukasz Błach (AZS AWF Wrocław)           | Tomasz Lisowski (GKS Czarni Bytom)      | Jakub Kubieniec (GKS Czarni Bytom) Marcin Partyka (GKS Czarni Bytom)       |
| 90 kg       | Krzysztof Węglarz (TS Wisła Kraków)      | Robert Krawczyk (GKS Czarni Bytom)      | Łukasz Koleśnik (AZS AWF Wrocław) Marcin Kośniewski (KJ AZS Opole)         |
| 100 kg      | Przemysław Matyjaszek (GKS Czarni Bytom) | Jakub Wójcik (Gwardia Wrocław)          | Tomasz Domański (AZS AWFiS Gdańsk) Wincenty Krawczyk (GKS Czarni Bytom)    |
| +100 kg     | Maciej Sarnacki (AZS AWF Warszawa)       | Janusz Wojnarowicz (GKS Czarni Bytom)   | Paweł Smoliniec (AZS AWFiS Gdańsk) Janusz Cichowski (SGKS Wybrzeże Gdańsk) |
| open        | Przemysław Matyjaszek (GKS Czarni Bytom) | Janusz Wojnarowicz (GKS Czarni Bytom)   | Przemysław Jaroszewski (UKS Narew Łapy) Łukasz Koleśnik (AZS AWF Wrocław)  |